# Clássico dos Opostos (Goiânia)
Os confrontos entre Vila Nova e Goiânia Esporte Clube constituem um importante clássico do futebol de Goiás, por reunir dois dos maiores campeões do Campeonato Goiano.

## História
O Vila Nova foi um clube operário, formado por migrantes que tinham ido participar da construção da cidade de Goiânia, já o Goiânia era tido como o time do poder público, sendo desde os primórdios este clássico marcado pelas diferenças sociais entre as duas torcidas.

## Títulos
Quadro comparativo
| Competições Nacionais                 | Vila Nova FC | Goiânia EC |
| ------------------------------------- | ------------ | ---------- |
| Campeonato Brasileiro - Série C       | 3            | 0          |
| Competições Regionais                 | Vila Nova FC | Goiânia EC |
| Copa Centro-Oeste                     | 0            | 1          |
| Competições Estaduais                 | Vila Nova FC | Goiânia EC |
| Campeonato Goiano                     | 16           | 14         |
| Super Campeonato Goiano               | 1            | 3          |
| Copa Goiás                            | 3            | 0          |
| Campeonato Goiano- 2ª Divisão         | 2            | 2          |
| Copa Leonino Caiado de Futebol        | 2            | 0          |
| Torneio Início                        | 4            | 8          |
| Competições Municipais                | Vila Nova FC | Goiânia EC |
| Taça Cidade de Goiânia                | 6            | 2          |
| Citadino de Goiânia                   | 0            | 4          |
| Torneio Início do Citadino de Goiânia | 0            | 2          |
| Total                                 | 36           | 36         |

## Estatísticas
| Tipo                      | Competição                                     | Partidas | Vitórias do Goiânia | Empates | Vitórias do Vila | Gols do Goiânia | Gols do Vila |
| ------------------------- | ---------------------------------------------- | -------- | ------------------- | ------- | ---------------- | --------------- | ------------ |
| Nacionais                 | Campeonato Brasileiro                          | 2        | 0                   | 1       | 1                | 2               | 6            |
| Nacionais                 | Série B                                        | 2        | 0                   | 2       | 0                | 2               | 2            |
| Regionais                 | Copa Brasil Central                            | 2        | 0                   | 1       | 1                | 1               | 2            |
| Regionais                 | Torneio Centro-Oeste                           | 3        | 1                   | 1       | 1                | 3               | 4            |
| Estaduais                 | Campeonato Goiano/Goianiense                   | 124      | 39                  | 37      | 48               | 174             | 166          |
| Estaduais                 | Divisão de Acesso                              | 2        | 0                   | 0       | 2                | 1               | 9            |
| Estaduais                 | Copa Leonino Caiado                            | 9        | 2                   | 2       | 5                | 9               | 13           |
| Estaduais                 | Taça Cidade de Goiânia                         | 9        | 1                   | 2       | 6                | 7               | 17           |
| Estaduais                 | Copa Goiás                                     | 2        | 1                   | 0       | 1                | 1               | 2            |
| Estaduais                 | Torneio Octogonal Goiânia-Anápolis             | 2        | 0                   | 0       | 2                | 2               | 4            |
| Estaduais                 | Torneio Octogonal Carlos Ribeiro do Nascimento | 1        | 1                   | 0       | 0                | 2               | 1            |
| Estaduais                 | Torneio Goiásrural                             | 2        | 2                   | 0       | 0                | 3               | 1            |
| Estaduais                 | Torneio Imprensa                               | 2        | 0                   | 2       | 0                | 1               | 1            |
| Estaduais                 | Torneio Cidade de Anápolis                     | 1        | 0                   | 1       | 0                | 1               | 1            |
| Estaduais                 | Seletiva para o Nacional                       | 4        | 2                   | 2       | 0                | 7               | 2            |
| Estaduais                 | Seletiva para o Nacional - Série C             | 1        | 0                   | 1       | 0                | 1               | 1            |
| Estaduais                 | Torneio Incentivo                              | 2        | 0                   | 1       | 1                | 0               | 1            |
| Estaduais                 | Taça Maguito Vilela                            | 2        | 0                   | 1       | 1                | 3               | 5            |
| Estaduais                 | Copa Goiânia                                   | 2        | 0                   | 1       | 1                | 1               | 2            |
| Total (partidas oficiais) | Total (partidas oficiais)                      | 175      | 49                  | 56      | 70               | 221             | 240          |

| Amistosos       | NP | VG | E | VV | GGols | VGols |
| --------------- | -- | -- | - | -- | ----- | ----- |
| Jogos amistosos | 40 | 15 | 4 | 15 | 69    | 50    |

### Nacionais

#### Campeonato Brasileiro
Fonte: 
| #  | Data                   | Estádio       | Casa      | Visitante | Placar | Gols (casa)                              | Gols (visitante)  |
| -- | ---------------------- | ------------- | --------- | --------- | ------ | ---------------------------------------- | ----------------- |
| 01 | 13 de novembro de 1977 | Serra Dourada | Goiânia   | Vila Nova | 2–2    | Héber (72'), Bill (88')                  | Rangel (41', 85') |
| 02 | 4 de dezembro de 1977  | Serra Dourada | Vila Nova | Goiânia   | 4-0    | Sérgio Luiz (6', 65'), Rangel (56', 58') |                   |

Histórico Campeonato Brasileiro
| Vitórias do Goiânia | 0 |
| Empates             | 1 |
| Vitórias do Vila    | 1 |
| Total               | 2 |

#### Série B
Fonte: 
| #  | Data                    | Estádio       | Casa      | Visitante | Placar | Gols (casa)     | Gols (visitante) |
| -- | ----------------------- | ------------- | --------- | --------- | ------ | --------------- | ---------------- |
| 01 | 17 de fevereiro de 1991 | Serra Dourada | Goiânia   | Vila Nova | 1–1    | Zé Oscar (43')  | Diogenes (81')   |
| 02 | 10 de março de 1991     | Serra Dourada | Vila Nova | Goiânia   | 1-1    | Ademilton (42') | Amílton (40')    |

Histórico Série B
| Vitórias do Goiânia | 0 |
| Empates             | 2 |
| Vitórias do Vila    | 0 |
| Total               | 2 |

### Regionais

#### Copa Brasil Central
Fonte: 
| #  | Data                   | Estádio  | Casa      | Visitante | Placar | Gols (casa)     | Gols (visitante) |
| -- | ---------------------- | -------- | --------- | --------- | ------ | --------------- | ---------------- |
| 01 | 1 de outubro de 1969   | Olímpico | Goiânia   | Vila Nova | 0–1    |                 | Serginho (79')   |
| 02 | 19 de novembro de 1969 | Olímpico | Vila Nova | Goiânia   | 1–1    | Zé Carlos (25') | Alexandre (43')  |

Histórico Copa Brasil Central
| Vitórias do Goiânia | 0 |
| Empates             | 1 |
| Vitórias do Vila    | 1 |
| Total               | 2 |

#### Torneio Centro-Oeste
Fonte: 
| #  | Data                   | Estádio       | Casa    | Visitante | Placar | Gols (casa)               | Gols (visitante)                             |
| -- | ---------------------- | ------------- | ------- | --------- | ------ | ------------------------- | -------------------------------------------- |
| 01 | 14 de novembro de 1976 | Serra Dourada | Goiânia | Vila Nova | 1–4    | Fantato (?')              | Carlinhos (?'), Nivaldo (?', ?'), Naves (?') |
| 02 | 15 de março de 1981    | Olímpico      | Goiânia | Vila Nova | 2–0    | Néo (?'), Marquinhos (?') |                                              |
| 03 | 9 de abril de 1981     | Olímpico      | Goiânia | Vila Nova | 0–0    |                           |                                              |

Histórico Copa Brasil Central
| Vitórias do Goiânia | 1 |
| Empates             | 1 |
| Vitórias do Vila    | 1 |
| Total               | 3 |

### Estaduais

#### Campeonato Goiano/Goianiense
Fonte: 
| #  | Data                 | Estádio  | Casa      | Visitante | Placar | Gols (casa)    | Gols (visitante)                                   |
| -- | -------------------- | -------- | --------- | --------- | ------ | -------------- | -------------------------------------------------- |
| 01 | 15 de agosto de 1943 | Olímpico | Vila Nova | Goiânia   | 1–6    | Pequetito (?') | Vavá (?', ?', ?'), Nelson (g. c. ?'), Navarra (?') |

Histórico Campeonato Goiano/Goianiense
| Vitórias do Goiânia | 39  |
| Empates             | 37  |
| Vitórias do Vila    | 48  |
| Total               | 124 |

#### Divisão de Acesso
Fonte: 
| #  | Data               | Estádio       | Casa      | Visitante | Placar | Gols (casa)                                                                                        | Gols (visitante)                                            |
| -- | ------------------ | ------------- | --------- | --------- | ------ | -------------------------------------------------------------------------------------------------- | ----------------------------------------------------------- |
| 01 | 9 de abril de 2015 | Serra Dourada | Goiânia   | Vila Nova | 1–3    | Juninho (75')                                                                                      | Frontini (19'), Diego Palhinha (23'), Mateus Anderson (55') |
| 02 | 2 de maio de 2015  | Serra Dourada | Vila Nova | Goiânia   | 6–0    | Gustavo Bastos (23'), Frontini (42', 87'), Lima (48'), Diego Palhinha (60'), Marcus Vinícius (90') |                                                             |

Histórico Divisão de Acesso
| Vitórias do Goiânia | 0 |
| Empates             | 0 |
| Vitórias do Vila    | 2 |
| Total               | 2 |

#### Taça Cidade de Goiânia
Fonte: 
| #  | Data                    | Estádio         | Casa      | Visitante | Placar | Gols (casa)        | Gols (visitante)              |
| -- | ----------------------- | --------------- | --------- | --------- | ------ | ------------------ | ----------------------------- |
| 01 | 5 de maio de 1960       | Olímpico        | Goiânia   | Vila Nova | 1–0    |                    |                               |
| 02 | 21 de maio de 1961      | Olímpico        | Vila Nova | Goiânia   | 3–1    |                    |                               |
| 03 | 1 de abril de 1962      | Olímpico        | Goiânia   | Vila Nova | 2–2    |                    |                               |
| 04 | 19 de fevereiro de 1966 | Antônio Accioly | Vila Nova | Goiânia   | 4–1    |                    |                               |
| 05 | 24 de outubro de 1971   | Olímpico        | Goiânia   | Vila Nova | 0–2    |                    | Sílvio (43'), Guilherme (80') |
| 06 | 16 de dezembro de 1971  | Olímpico        | Vila Nova | Goiânia   | 1–1    |                    |                               |
| 07 | 23 de novembro de 1972  | Olímpico        | Vila Nova | Goiânia   | 2–1    |                    |                               |
| 08 | 17 de dezembro de 1972  | Olímpico        | Goiânia   | Vila Nova | 0–1    |                    |                               |
| 09 | 8 de maio de 1980       | Serra Dourada   | Vila Nova | Goiânia   | 2–0    | Roberto (30', 86') |                               |